# Буенавентура Баес
Буенавентура Баес Мендес (ісп. Buenaventura Báez Méndez; 14 липня 1812 — 14 березня 1884) — домініканський політик, п'ять разів обіймав посаду президента країни. Відомий своїми спробами організувати анексію Домініканської Республіки іншими країнами. Окрім того, його уряд викупив 1857 року рекордний урожай тютюну, що був головним експортним товаром країни. Це призвело до девальвації валюти й банкрутства виробників тютюну.

## Життєпис
Народився в родині звільненої рабині його ж батька, а батько був багатим торговцем з Асуа. Баес отримав від батька багату спадщину, завдяки чому мав можливість навчатись у Європі, де, зокрема, вивчив англійську та французьку мови.
Під час окупації Домініканської Республіки гаїтянськими військами Баес був градоначальником в Асуа на службі в уряду Гаїті.
1844 року брав участь в організації успішного повстання проти Гаїті, що привело до незалежності Домініканської Республіки. 1846 року він вирушив до Франції, щоб переконати тамтешній уряд встановити протекторат над Домініканською Республікою, утім французи відмовились.
Під час першого президентського терміну намагався переконати США включити Домініканську Республіку до складу своєї території. 1856 року знову був обраний на пост глави держави, проте за рік його було усунуто від влади в результаті перевороту, що був спричинений його тютюновою аферою.
Зміст тієї афери полягав у закупівлі тютюну у виробників за завищеною вартістю, щоб потім продати його самостійно на світовий ринок за ще більшою ціною та сприяти тим самим особистому збагаченню й банкрутству виробників, більшість з яких були політичним опонентами президента. Для реалізації оборудки було надруковано значну кількість незабезпечених грошей, в результаті чого національна валюта знецінилась, а країна поринула у ще більшу кризу, після чого почались заворушення. На якийсь час Баес утримав частину країни і створив «альтернативний уряд», взявши в облогу Санто-Домінго, але 1858 року здався після втручання США.
Згодом Баеса захопила ідея відновлення у Домініканській Республіці влади Іспанії. Він вирушив до Європи та, маючи кошти, вів там пишне життя та пропагував свою ідею. Іспанці погодились анексувати Домініканську Республіку 1861 року, втім 1865 вони залишили її в результаті Домініканської війни за незалежність.
Після цього Баес повернувся на батьківщину та знову став її президентом, але знову був скинутий у травні 1866 року.
Четвертий президентський термін Баеса тривав з 1868 до 1874 року (найтриваліше його правління). Але в цей час держава остаточно заплуталася у зовнішніх боргах. І Баес запропонував вирішити проблему, приєднавши Домінікану до Сполучених Штатів. Цього разу він майже сягнув успіху, оскільки переконав американського президента Улісса Гранта відрядити військові кораблі до акваторії Домініканської Республіку й навіть уклав текст угоди про анексію. Угода була схвалена навіть домініканським парламентом, але її так і не було ратифіковано конгресом США. Невдала анексія стала ганьбою і для Баеса, і для Гранта.
1876 року Баес став президентом вп'яте і утримував владу до 1878 року, коли був усунутий в результаті державного перевороту й остаточно засланий до Пуерто-Рико, на той час — іспанської колонії, де він прожив свої останні роки. Був похований у кафедральному соборі Санто-Домінго.